# Henrik Dahl (sociolog)
Henrik Dahl, född 20 februari 1960 i Vejlby-Risskov, är en dansk sociolog, författare och politiker, som är medlem i Folketinget för partiet Liberal Alliance. Han valdes in i folketinget vid valet 2015.
I Danmark har hans bok från 1997, Om din nabo var en bil (om din granne var en bil), betraktats som ett kultursociologiskt mästerverk.